# Baron Burton
Baron Burton ist ein erblicher britischer Adelstitel, der einmal in der Peerage of Great Britain und zweimal in der Peerage of the United Kingdom verliehen wurde.

## Verleihung
Erstmals wurde am 1. Januar 1712 in der Peerage of Great Britain der Titel Baron Burton, of Burton in the County of Stafford, an Hon. Henry Paget verliehen. Er erbte 1713 von seinem Vater auch den am 23. Januar 1553 in der Peerage of England geschaffenen Titel 7. Baron Paget de Beaudesert und wurde am 19. Oktober 1714 in der Peerage of Great Britain zum Earl of Uxbridge, in the County of Middlesex, erhoben. Das Earldom und die Baronie Burton erloschen beim Tod seines Enkels, des 2. Earls 1769, die Baronie Paget erbte sein Cousin zweiten Grades, Henry Bayly, als 9. Baron Paget.
In zweiter Verleihung wurde der Titel Baron Burton, of Rangemore and Burton-on-Trent in the County of Stafford, am 13. August 1886 in der Peerage of the United Kingdom für den Brauereibesitzer und liberalen Politiker Sir Michael Bass, 1. Baronet neu geschaffen. Er war bereits am 17. Mai 1882 in der Baronetage of the United Kingdom zum Baronet, of Stafford in the County of Stafford, erhoben worden. Da er eine Tochter, aber keine Söhne hatte, wurde ihm am 29. November 1897 in dritter Verleihung der Titel Baron Burton, of Burton-on-Trent and Rangemore in the County of Stafford, verliehen, mit dem besonderen Zusatz, dass dieser Titel in Ermangelung männlicher Nachkommen auch an seine Tochter und deren männliche Nachkommen vererbbar sei. Entsprechend erlosch die Baronie zweiter Verleihung bei seinem Tod am 1. Februar 1909, die Baronetcy aufgrund einer besonderen Erbregelung an den Sohn seines Bruders und die Baronie dritter Verleihung an seine Tochter als 2. Baroness. Heute hat deren Urenkel Evan Baillie als 4. Baron den Titel inne.

## Liste der Barone Burton

### Barone Burton, erste Verleihung (1712)
- Henry Paget, 1. Earl of Uxbridge, 1. Baron Burton (1663–1743)
- Henry Paget, 2. Earl of Uxbridge, 2. Baron Burton (1719–1769)

### Barone Burton, zweite Verleihung (1886)
- Michael Bass, 1. Baron Burton (1837–1909)

### Barone Burton, dritte Verleihung (1897)
- Michael Bass, 1. Baron Burton (1837–1909)
- Nellie Melles, 2. Baroness Burton (1873–1962)
- Michael Baillie, 3. Baron Burton (1924–2013)
- Evan Baillie, 4. Baron Burton (* 1949)

Titelerbe (Heir Apparent) ist der Sohn des aktuellen Titelinhabers, Hon. James Baillie (* 1975).